# Иванов, Евгений Геннадьевич
Евгений Геннадьевич Иванов (рум. Evgheni Ivanov; 21 июня 1966) — советский и молдавский футболист, вратарь, тренер вратарей.

## Карьера игрока
Евгений Иванов воспитанник молдавского футбола. В советские годы выступал за клубы из Молдавской ССР — «Автомобилист» (Тирасполь), «Искра» (Рыбница), «Тигина»-РШВСМ (Бендеры), «Буджак» (Комрат); и клубы из Казахской ССР — Жетысу (Талдыкурган) и Шахтёр (Караганда).
В сезоне 1991/92 выступал в чемпионате Грузии за «Локомотив» (Самтредиа). В 1992 вернулся в Молдавию, где выступал за местные команды, в основном за «Тилигул» (Тирасполь), а также — «Тигина» (Бендеры), «Молдова-Газ» (Кишинёв), «Нистру» (Отачь) и «Шериф» (Тирасполь).
В составе команды «Тилигул» (Тирасполь) 6 раз становился серебряным призёром чемпионата Молдавии, и трижды обладателем Кубка Молдавии. В составе тираспольского «Шерифа» был чемпионом и серебряным призёром чемпионата, а также дважды обладателем Кубка страны.
В 1994—1998 годах привлекался к играм за сборную Молдавии, участвовал в товарищеских матчах и отборочном турнире на чемпионат мира 1998. В общей сложности сыграл 7 игр, пропустил 12 мячей.

## Карьера тренера
После завершения карьеры игрока стал тренером вратарей. В 2006, 2009 и 2016 годах входил в тренерский штаб Игоря Добровольского в сборной Молдавии, где работал с вратарями. В 2007 году тренировал вратарей клуба «Бешикташ Кишинёв». В декабре 2008 года вошёл в тренерский штаб «Шерифа» (Тирасполь), присоединился к штабу Леонида Кучука, продолжал работать в тираспольском клубе после отставки Кучука. В 2011—2012 был в штабе Игоря Добровольского в кишинёвской «Дачии».
С 2013 года Евгений Иванов работал тренером вратарей в клубах российской Премьер-Лиги, которые возглавлял Леонид Кучук — краснодарской «Кубани» (2013 и 2014—2015), московском «Локомотиве» (2013—2014) и «Ростове» (2017). В первой половине 2017 года работал вместе с Кучуком в украинском клубе «Сталь» (Каменское).
С января по март 2018 года был тренером вратарей в штабе Игоря Добровольского в кишинёвской «Дачии».
С февраля 2019 года был помощником Кучука в украинском клубе «Рух» (Винники).
В начале лета 2020 года вслед за Леонидом Кучуком пришёл в «Динамо» (Минск).

## Семья
Сыновья Владислав (род. 1990) и Станислав (род. 1996) также стали футболистами.